# الکس کاکس
الکس کاکس (انگلیسی: Alex Cox؛ زادهٔ ۱۵ دسامبر ۱۹۵۴) کارگردان، فیلم‌نامه‌نویس، تهیه‌کننده و هنرپیشه اهل بریتانیا است. سبک ویژه‌اش در برخورد با فیلمنامه‌ها او را در مسیر سینمای مستقل قرار داد.
از فیلم‌هایش می‌توان شرخر و سید و نانسی (در مقام کارگردان) و قتل‌های آکسفورد (در مقام بازیگر) را نام برد.